# Estação Praça de Espanha
Praça de Espanha (até 1998: Palhavã) é uma estação do Metropolitano de Lisboa. Situa-se no concelho de Lisboa, em Portugal, entre as estações Jardim Zoológico e São Sebastião da Linha Azul. É uma das onze estações pertencentes à rede original do Metropolitano de Lisboa, inaugurada a 29 de dezembro de 1959.

## Descrição
Esta estação está localizada na Praça de Espanha. A estação possibilita o acesso ao Parque Gonçalo Ribeiro Telles, Edifício-sede e parque da Fundação Calouste Gulbenkian, à Mesquita de Lisboa, ao Teatro Aberto, ao Teatro da Comuna e ao Instituto Português de Oncologia Francisco Gentil. O projeto arquitetónico original (1959) é da autoria do arquiteto Francisco Keil do Amaral e as intervenções plásticas da pintora Maria Keil.

## Ampliação
A 15 de outubro de 1980 foi concluída a ampliação da estação com base num projeto arquitetónico da autoria do arquiteto Sanchez Jorge e as intervenções plásticas da pintora Maria Keil. A ampliação da estação implicou o prolongamento das plataformas e a construção de um novo átrio.

## História
No dia 29 de setembro de 2020 a abóbada do túnel perto desta estação desabou, na sequência das obras de intervenção à superfície (Praça de Espanha) levadas a cabo pela Câmara Municipal de Lisboa. Esta situação provocou quatro feridos e levou à interrupção da Linha Azul entre as estações Laranjeiras e Marquês de Pombal, tendo a Carris reforçado as carreiras 726 e 746 de modo a minimizar os transtornos.

## Acessos
Esta estação conta com quatro acessos pedonais:
- Acesso 1 - está localizado no Parque Gonçalo Ribeiro Telles, próximo da continuação da Av. Columbano Bordalo Pinheiro. Está direcionado para norte e conta com escadas pedonais.
- Acesso 2 - está localizado no centro do Parque Gonçalo Ribeiro Telles. Está direcionado para nascente e conta com escadas pedonais.
- Acesso 3 - está localizado no passeio sul da Av. Columbano Bordalo Pinheiro, próximo do início da Praça de Espanha. Está direcionado para poente e conta com escadas pedonais.
- Acesso 4 - está localizado no passeio norte da Av. Columbano Bordalo Pinheiro, próximo do início da Praça de Espanha. Está direcionado para poente e conta com escadas pedonais.